# Under Two Flags (1936)
Under Two Flags (bra: Sob Duas Bandeiras) é um filme estadunidense de 1936, dos gêneros aventura e drama romântico, dirigido por Frank Lloyd, e estrelado por Ronald Colman, Claudette Colbert, Victor McLaglen e Rosalind Russell. O roteiro de Walter Ferris, W. P. Lipscomb, Bess Meredyth e Allen Rivkin foi baseado no romance "Under Two Flags: A Story of the Household and the Desert" (1867), de Ouida.
O filme foi amplamente popular com o público de sua época. O elenco de apoio conta com Nigel Bruce, John Carradine e Fritz Leiber. O romance foi adaptado anteriormente em 1912, estrelado por William Russell; 1916, estrelado por Theda Bara; e 1922, estrelado por Priscilla Dean.

## Sinopse
O Sargento Victor (Ronald Colman) entrou em ação após um crime cometido por seu irmão mais novo. Ele se juntou à Legião Estrangeira para escapar de seu passado. Seu comandante, o implacável Major Doyle (Victor McLaglen), fica com ciúmes quando Cigarette (Claudette Colbert), que trabalha em uma boate, tem planos para Victor. No entanto, este último cobiça outra mulher chamada Lady Venetia (Rosalind Russell). Doyle envia Victor em uma missão difícil, esperando que ele não volte...

## Elenco
- Ronald Colman como Sargento Victor[8]
- Claudette Colbert como Cigarette
- Victor McLaglen como Major Doyle
- Rosalind Russell como Lady Venetia Cunningham
- Gregory Ratoff como Ivan
- Nigel Bruce como Capitão Menzies
- C. Henry Gordon como Tenente Petaine
- Herbert Mundin como Rake
- John Carradine como Cafard
- Lumsden Haren como Lorde Seraph
- J. Edward Bromberg como Coronel Ferol
- Onslow Stevens como Sidi-Ben Youssiff
- Fritz Leiber como Governador Francês
- Thomas Beck como Pierre
- William Ricciardi como Pai de Cigarette
- Frank Reicher como General Francês
- Francis McDonald como Husson
- Harry Semels como Sargento Malinas
- Nicholas Soussanin como Levine
- Douglas Gerrard como Coronel Farley

## Produção
O papel de Cigarette foi originalmente filmado com Simone Simon, mas quando Darryl F. Zanuck não aprovou a forma como ela interpretava a personagem, ele refez todas as cenas com Claudette Colbert.
O filme foi gravado em locações em Condado de Imperial, Indio, La Quinta e Palm Springs (Palm Canyon), todos na Califórnia; e em Yuma, no Arizona.

## Recepção
O filme foi um sucesso de bilheteria. Graham Greene, em sua crítica para a revista The Spectator, elogiou a produção, pontuando especificamente o clímax do filme (quando Victor disfarçado conhece Sidi-Ben-Youssiff) como "excelente". Apesar das opiniões do Conselho Britânico de Censores de Cinema sobre a concessão adulta do que equivalia a "seis beijos puros", Greene aprovou as atuações do filme e elogiou especificamente a atuação de Colbert, cuja admiração Greene observou ser ilimitada.
Frank S. Nugent, em sua crítica para o The New York Times, chamou-o de um "renascimento espirituoso e colorido" que "continua a ser uma fábula emocionante e romântica". Seu único receio era que a "Srta. Colbert, por mais graciosa atriz que seja, não era particularmente adequada para o papel de Cigarette, faltando de alguma forma as qualidades sinceras de 'filha da natureza' que Ouida imaginava".